# Hans Adolf Krebs
Sir Hans Adolf Krebs (Hildesheim, 1900. augusztus 25. – Oxford, 1981. november 22.) német–brit orvos és biokémikus. Felfedezte az ureaciklust és a róla Krebs-ciklusként is emlegetett citromsavciklust, amiért 1953-ban Fritz Lipmann-nal megosztva orvostudományi Nobel-díjban részesült.

## Élete
A németországi Hildesheimben született 1900. augusztus 25-én, zsidó családban. Apja Georg Krebs fül-orr-gégész szakorvos, anyja Alma Davidson volt. Hans a helyi Gymnasium Andreanumban tanult, utána pedig 1918 és 1923 között apja nyomdokait követve Göttingen, Freiburg és Berlin egyetemein tanult orvostudományt. Egy év klinikai gyakorlatot végzett a Berlini Egyetem 3. sz. klinikáján, 1925-ben pedig a Hamburgi Egyetemen orvosdoktori diplomát kapott. Ezután Berlinben tanult még egy évig kémiát, 1926-tól pedig Otto Warburg mellett kezdett el dolgozni a Kaiser-Wilhelm-Institut für Biologie kutatóintézetben, ahol elsősorban a sejtek anyagcseréjé tanulmányozták.
1930-ban visszatért a klinikai munkához és Hamburg Altona kerületében dolgozott az ottani kórházban, majd a Freiburgi Egyetem klinikáján folytatta tevékenységét, ahol 1932-ben Kurt Henseleittel közösen felfedezte az ureaciklust. Ennek során a mérgező ammóniából a májban kevésbé toxikus és a vesével kiüríthető urea keletkezik.

## A citrátciklus felfedezése
1933-ban Hitler hatalomra jutott, és a zsidó származású Krebs nem dolgozhatott tovább a kórházban. Szent-Györgyi Albert közbenjárására Frederick Hopkins meghívására Angliába költözött, ahol tanulói ösztöndíjat kapott a Cambridge-i Egyetemre. 1934-ben biokémiai demonstrátorrá nevezték ki. 1935-ben a Sheffieldi Egyetem kínált neki előadói, 1938-tól pedig főelőadói állást. 1937-ben felfedezte a citromsavciklust, ezt az alapvető fontosságú folyamatot, mely az oxigént lélegző sejtek energiatermelésében játszik szerepet. A glikolízis folyamán glükózból acetil-CoA keletkezik, ami belép a citromsavciklusba, aminek terméke (egyéb molekulák, pl. szén-dioxid mellett) a NADH. Utóbbi molekula végighalad a elektrontranszportlánc folyamatán és a sejtek által közvetlenül felhasználható energiaforrás, ATP keletkezik. A citromsavciklus bonyolult, tízlépcsős körfolyamat, aminek egyes lépéseit Szent-Györgyi Albert tárta fel, ezért Szent-Györgyi-Krebs ciklusnak, vagy röviden Krebs-ciklusnak is nevezik.
Hans Krebst 1945-ben professzorrá és a biokémiai tanszék Orvosi Kutatótanácsának igazgatójává nevezték ki. 1954-ben Oxfordba költözött, ahol az egyetem biokémiaprofesszora lett.

## Elismerései

A Krebs-ciklus

Hans Krebs 1953-ban a citromsavciklus felfedezéséért Fritz Lipmann-nal közösen orvostudományi Nobel-díjban részesült. 1947-ben felvette soraiba a neves Royal Society. 1954-ben megkapta a társaság Royal Medal-ját. 1958-ban az angol királynő lovaggá ütötte. Chicago, Freiburg, Párizs, Glasgow, London, Sheffield, Leicester, Berlin és Jeruzsálem egyetemei avatták díszdoktorrá.

## Családja
Hans Krebs 1938-ban feleségül vette a yorkshire-i Margaret Cicely Fieldhouse-t. Három gyermekük született, Paul, John és Helen.
Hans Adolf Krebs 1981. november 22-én hunyt el Oxfordban, 81 éves korában.